# Tischeishockey

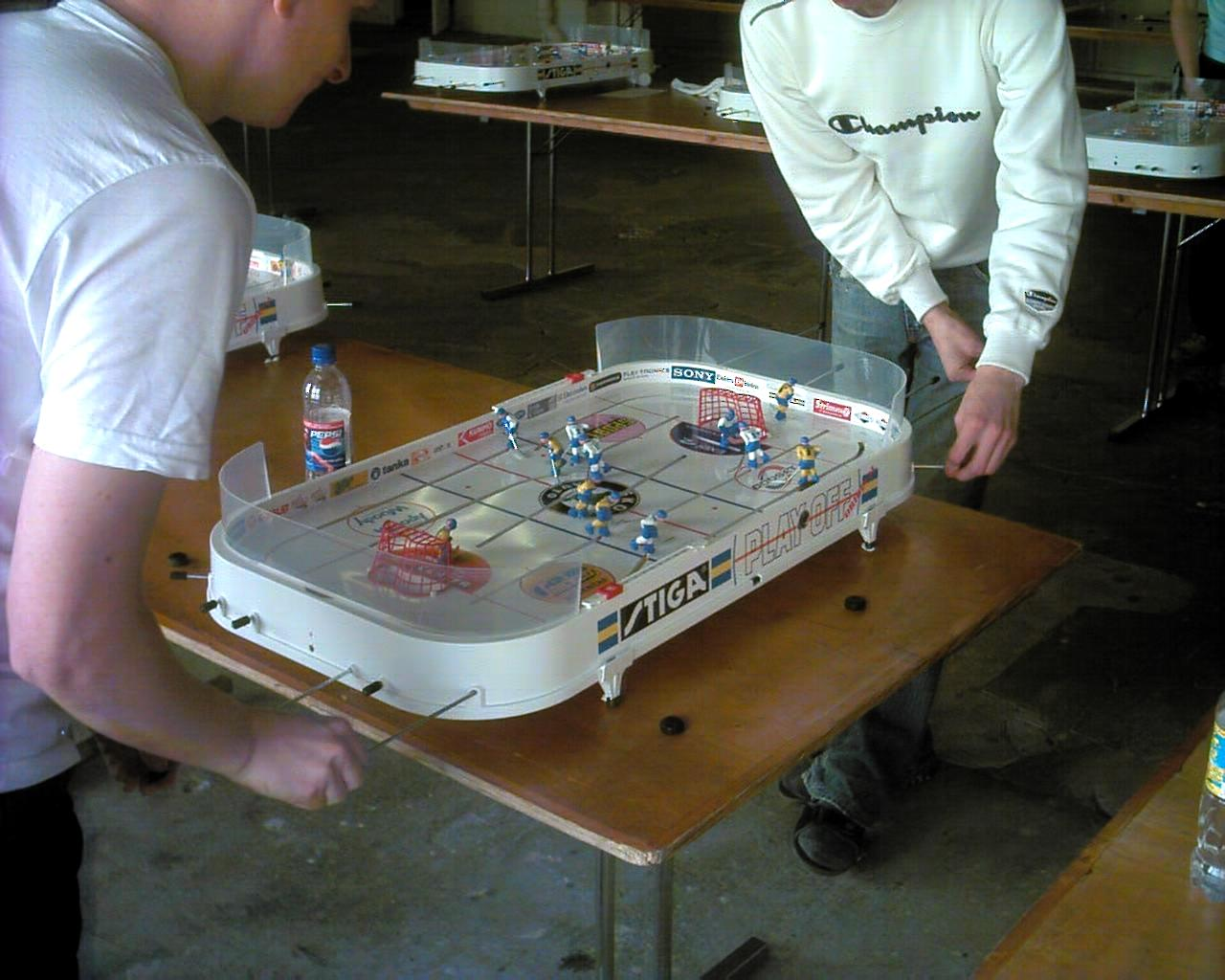
Tischeishockeyspiel

Tischeishockey oder Tisch-Eishockey (in der Schweiz Tischhockey) ist ein in vielen Ländern Europas und Nordamerikas, besonders in typischen Eishockeynationen wie Russland und Kanada, populäres Spiel. Ähnlich dem bekannten Tischfußball spielen zwei Spieler an einem mechanischen Spielgerät, das eine Mannschaftssportart nachempfindet.
Seit Mitte des 20. Jahrhunderts gab es eine Reihe unterschiedlicher Fabrikate aus Kanada, den USA, Russland, Tschechien und Finnland. Schwedische Spieler waren es aber, die begannen, auf dem Modell der einheimischen Marke Stiga große Turniere wie Weltmeisterschaften zu organisieren.
Spätestens mit Gründung des Weltverbandes, International Table Hockey Federation (ITHF), setzte sich dieses Fabrikat international durch.

## Das Spiel
Tischeishockey ist mit Tischfußball vergleichbar. Die Sportart Eishockey wurde dabei auf einen kleinen Tisch übertragen, der ca. 1 m lang, 0,5 m breit und 20 cm hoch ist.
Das Spiel wird von zwei Spielern gespielt. Wie beim Eishockey ist es das Ziel, in einer vorgeschriebenen Zeit mehr Tore zu schießen als der Gegner. Im Gegensatz zum Tischfußball wird jede einzelne der insgesamt 12 Spielfiguren mit einer eigenen Stange gesteuert. Die Stangen verlaufen unter der Spielfläche entlang bestimmter Spuren. Ihre Enden sind an der Längsseite des Tisches herausgeführt, so dass man die Stangen und damit auch die Spieler vor- und zurückbewegen kann. Durch Drehen der Stangen kann man die Spielfiguren um ihre eigene Achse drehen und so mit dem Schläger der Figuren den Puck spielen.
Damit lassen sich eine Vielzahl von „Moves“ und Kombinationen ausführen. Tischeishockey ist ein extrem schnelles Spiel, bei dem man eine gute Koordination und Reaktion benötigt.

## Die ITHF
Siehe Hauptartikel ITHF
Im Rahmen der WM 2005 in Riga, Lettland, wurde die ITHF, der internationale Tischeishockeyverband, ins Leben gerufen.
Die Aufgaben der ITHF sind die Verbreitung des Tischeishockeys in aller Welt und die Veranstaltung internationaler Turniere wie z. B. der Weltmeisterschaften oder der Turniere der seit 2005 ausgetragenen World Table Hockey Tour. Des Weiteren wurde 2006 erstmals ein international gültiges Regelwerk ausgearbeitet.
Außerdem ist die ITHF für die offizielle Weltrangliste (Worldranking) verantwortlich, in der alle nach ITHF-Regeln gespielten Turniere eingetragen werden. Zudem sind in der Weltrangliste auch alle bekannten Turniere und Spielserien seit Beginn des organisierten Tischeishockeys verzeichnet.

## Das Regelwerk im Einzelnen

Moment vor dem Bully

Goalie

Wo Tischeishockey primär als Spiel betrachtet wird, gibt es eine Vielzahl unterschiedlicher Regelvorstellungen, z. B. wie lange ein Spiel dauert und wann ein Tor gültig ist. Oft orientiert man sich dabei am Eishockey.
Im organisierten Tischeishockey gibt es aber gewisse sich vom Eishockey deutlich unterscheidende Grundregeln:
- Ein Spiel dauert genau 5 Minuten. Die Zeit läuft auch weiter, wenn der Puck nicht im Spiel ist.
- Bully (Fallenlassen des Pucks) nach jedem Tor oder jeder Spielunterbrechung über dem Mittelkreis.
- Nach einem Bully müssen mindestens drei Sekunden vergehen, bevor ein Tor erzielt werden darf.
- Der Mittelstürmer darf nicht direkt nach einem Bully ein Tor schießen – der Puck muss zunächst eine andere Spielfigur oder die Bande berührt haben.
- Eine Spielfigur darf den Puck nicht länger als fünf Sekunden behalten, ohne einen Pass oder einen Schuss ausgeführt zu haben.
- Ein Tor zählt nur, wenn der Puck im Tor bleibt.

Seit 2006 gibt es ein offizielles Regelwerk der ITHF.

## Internationale Meisterschaften
Seit 1989 finden alle zwei Jahre Weltmeisterschaften im Tischeishockey statt. Die Teilnehmerzahlen steigen seither ständig.
Europameisterschaften finden seit 2006 ebenfalls im Zweijahrestakt statt.
Seit der WM in Riga ist die ITHF offizieller Ausrichter von Welt- und Kontinentalmeisterschaften.
| Art | Jahr | Ort                            | Sieger            | Anzahl der Teilnehmenden |
| --- | ---- | ------------------------------ | ----------------- | ------------------------ |
| WM  | 1989 | Stockholm, Schweden            | Mikael Kratz      | 42 (7 Nationen)          |
| EM  | 1990 | Lund, Schweden                 | Jörgen Sundqvist  | 63 (9 Nationen)          |
| EM  | 1992 | Brünn, Tschechoslowakei        | Mikael Kratz      | 75 (5 Nationen)          |
| WM  | 1992 | Brünn, Tschechoslowakei        | Jacob Lindahl     | 32 (5 Nationen)          |
| WM  | 1993 | Paris, Frankreich              | Anders Ekestubbe  | 61 (9 Nationen)          |
| WM  | 1995 | Stockholm, Schweden            | Jacob Lindahl     | 66 (8 Nationen)          |
| WM  | 1997 | Helsinki, Finnland             | Hans Österman     | 61 (9 Nationen)          |
| WM  | 1999 | Wilhelmshaven, Deutschland     | Stefan Edwall     | 71 (15 Nationen)         |
| WM  | 2001 | Pilsen, Tschechische Republik  | Hans Österman     | 100 (16 Nationen)        |
| WM  | 2003 | Zürich, Schweiz                | Daniel Wallén     | 102 (19 Nationen)        |
| WM  | 2005 | Riga, Lettland                 | Hans Österman     | 132 (22 Nationen)        |
| EM  | 2006 | Skalica, Slowakei              | Alexey Zakharov   | 111 (17 Nationen)        |
| WM  | 2007 | Moskau, Russland               | Roni Nuttunen     | 117 (19 Nationen)        |
| EM  | 2008 | Riga, Lettland                 | Ahti Lampi        | 103 (10 Nationen)        |
| WM  | 2009 | Budapest, Ungarn               | Roni Nuttunen     | 131 (16 Nationen)        |
| EM  | 2010 | Överum, Schweden               | Ahti Lampi        | 82 (9 Nationen)          |
| WM  | 2011 | Turku, Finnland                | Oleg Dmitrichenko | 105 (17 Nationen)        |
| EM  | 2012 | Riga, Lettland                 | Maksim Borisov    | 106 (13 Nationen)        |
| WM  | 2013 | Stavanger, Norwegen            | Atis Silis        | 121 (23 Nationen)        |
| EM  | 2014 | Riga, Lettland                 | Maksim Borisov    | 122 (14 Nationen)        |
| WM  | 2015 | Sankt Petersburg, Russland     | Maksim Borisov    | 108 (16 Nationen)        |
| EM  | 2016 | Tallinn, Estland               | Edgars Caics      | 124 (15 Nationen)        |
| WM  | 2017 | Liberec, Tschechische Republik | Edgars Caics      | 146 (25 Nationen)        |
| EM  | 2018 | Eskilstuna, Schweden           | Maksim Borisov    | 128 (17 Nationen)        |
| WM  | 2019 | Minsk, Belarus                 | Maksim Borisov    | 115 (16 Nationen)        |
| WM  | 2021 | Tallinn, Estland               | Janis Galuzo      | 110 (12 Nationen)        |
| EM  | 2022 | Kranj, Slowenien               | Edgars Caics      | 119 (15 Nationen)        |

## Deutschland, Österreich und Schweiz

### Deutschland
1993 nahmen erstmals deutsche Spieler aus Hamburg, Bonn und Wilhelmshaven an den Weltmeisterschaften teil. Im selben Jahr wurde 1993 in Königswinter die 1. Deutsche Meisterschaft ausgetragen. 1995 wurde der Deutsche Tischeishockey-Verband (DTEV) gegründet.
Höhepunkt der deutschen Tischeishockeyszene war die Ausrichtung der WM 1999 in Wilhelmshaven, bei der erstmals über 70 Teilnehmer im offenen Bewerb am Start waren.

### Österreich
1994 nahmen erstmals österreichische Spieler an einem internationalen Turnier in Wilhelmshaven teil. In der Folgezeit entwickelte sich eine kleine Spielergemeinschaft, die die ersten österreichischen Turniere austrug. 1997 nahmen dann erstmals österreichische Spieler an den Weltmeisterschaften teil. Seit 1999 werden regelmäßig Meisterschaften in Österreich ausgetragen.

### Schweiz
Seit 1993 sind Schweizer Spieler bei den Weltmeisterschaften vertreten.
Höhepunkt des Schweizer Tischhockeys war die Ausrichtung der WM 2003 in Zürich.